# Ardisia pulvinulata
Ardisia pulvinulata är en viveväxtart som beskrevs av Benjamin Clemens Masterman Stone. Ardisia pulvinulata ingår i släktet Ardisia och familjen viveväxter. Inga underarter finns listade i Catalogue of Life.